# Ебергард Тунерт
Ебергард Тунерт (нім. Eberhard Thunert; 22 листопада 1899, Кульмзе — 4 травня 1964, Вупперталь) — німецький воєначальник, генерал-лейтенант вермахту. Кавалер Лицарського хреста Залізного хреста.

## Біографія
Син викладача гімназії (згодом — директора семінарії) доктора філософії Франца Антона Карла Тунерта ( 20 квітня 1862, Данциг — 30 листопада 1934) і його дружини Клари Маргарити, уродженої Шаффенберга (10 червня 1864, Данциг —  22 квітня 1926). 
2 березня 1918 року вступив в Прусську армію. Учасник Першої світової війни. Після демобілізації армії залишений в рейхсвері. З 10 листопада 1938 року — 1-й офіцер генштабу 5-ї танкової дивізії, з 1 жовтня 1940 року — 14-го армійського корпусу. Учасник Польської, Французької і Балканської кампаній, а також Німецько-радянської війни. З 1 березня 1942 року — начальник Генштабу свого корпусу, з 10 серпня 1943 року — 58-го резервного танкового корпусу. З 12 червня 1944 року — командир 394-го танково-гренадерського полку 3-ї танкової дивізії, з 25 вересня 1944 року — 1-ї танкової дивізії. В травні 1945 року взятий в полон американськими військами. В серпні 1947 року звільнений.

## Сім'я
2 червня 1926 року одружився з Венкою Августою Маргаритою Ольсен. В пари народились дочка (1927) і 2 сини (1930 і 1937). 

## Звання
- Фанен-юнкер (2 березня 1918)
- Фанен-юнкер-унтерофіцер (26 вересня 1918)
- Фенріх (1 січня 1921)
- Обер-фенріх (1 листопада 1921)
- Лейтенант (1 квітня 1922)
- Оберлейтенант (1 лютого 1927)
- Гауптман (1 квітня 1934)
- Майор (1 серпня 1938)
- Оберстлейтенант (1 листопада 1940)
- Оберст (1 червня 1942)
- Генерал-майор (1 січня 1945)
- Генерал-лейтенант (7 травня 1945)

## Нагороди
- Залізний хрест 2-го класу
- Нагрудний знак «За поранення» в чорному
- Почесний хрест ветерана війни з мечами
- Медаль «За вислугу років у Вермахті» 4-го, 3-го і 2-го класу (18 років)
- Медаль «У пам'ять 1 жовтня 1938»
- Застібка до Залізного хреста 2-го класу (18 вересня 1939)
- Залізний хрест 1-го класу
- Нагрудний знак «За танкову атаку»
- Медаль «За зимову кампанію на Сході 1941/42»
- Орден Заслуг (Угорщина), командорський хрест з мечами
- Німецький хрест в золоті (25 січня 1943)
- Відзначений у Вермахтберіхт (22 жовтня 1944)
- Лицарський хрест Залізного хреста (1 лютого 1945)
- Нагрудний знак «За поранення» в золоті (березень 1945)

## Галерея

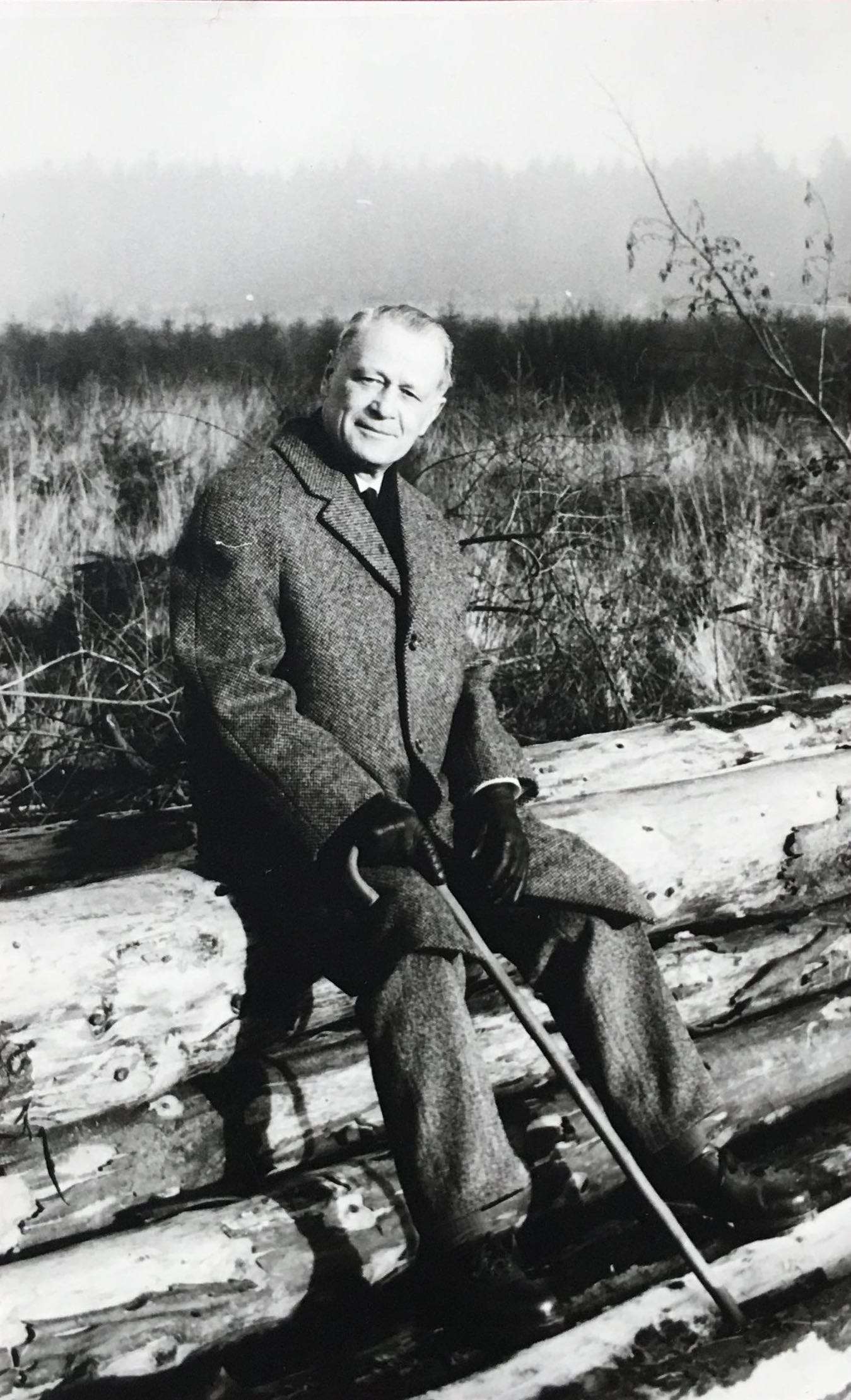